# Silviu Brucan
Silviu Brucan (* 18. Januar 1916 in Bukarest; † 14. September 2006 ebenda) war ein rumänischer kommunistischer Politiker, Diplomat und bedeutender Kritiker des Regimes von Nicolae Ceaușescu.
Der als Saul Brucker geborene Sohn jüdischer Eltern änderte seinen Namen in „Silviu Brucan“ wegen des Antisemitismus der damaligen Zeit. 1944 wurde er Chefredakteur und Herausgeber der kommunistischen Tageszeitung „Scânteia“. Brucan wurde 1955 zunächst Botschafter in den USA und von 1959 bis 1962 Botschafter bei den Vereinten Nationen. Später wurde er Direktor des Staatlichen Radio und Fernsehens und Redenschreiber des PCR-Generalsekretärs Gheorghe Gheorghiu-Dej.
Diese Ämter gab er 1965 nach der Amtsübernahme durch Nicolae Ceaușescu auf und wurde einer der wenigen Kritiker Ceaușescus. Dies führte in den folgenden Jahren immer wieder zu Verfolgungen durch die Geheimpolizei „Securitate“.
In den letzten Jahren der Herrschaft von Nicolae Ceaușescu wurde er 1987 unter Hausarrest gestellt, nachdem er das Regime des Diktators öffentlich kritisiert hatte. Im Frühjahr 1989 war Brucan einer von sechs Dissidenten, die einen Kritikbrief über den Diktator unterzeichneten und danach einer der Führer im „Rat der Front zur Nationalen Rettung“, der Ceaușescu gestürzt hatte und am 25. Dezember 1989 hinrichten ließ.
Seine Landsleute schockierte der angesehene Analyst mit der Aussage, dass diese „verrückt seien und 20 Jahre brauchten, um Demokratie zu lernen“. Im postkommunistischen Rumänien war Brucan dann zeitweilig Moderator einer Fernsehshow und Berater des früheren Präsidenten Ion Iliescu.